# Johnatan Alessandro Lama
Johnatan Alessandro Lama (Bogotá, Colombia, 28 de septiembre de 1996) es un futbolista colombiano de ascendencia italiana nacionalizado estadounidense. Actualmente no tiene equipo.

## Trayectoria

### Inicios
Johnatan nació en la ciudad de Bogotá la capital de Colombia. Empezó a jugar cuando era niño, y entró al equipo Churta una de las filiales de Millonarios, el equipo del cual es hincha. En Churta jugó hasta los 13 años, cuando con su mamá se fueron a los Estados Unidos.

### Chicago Fire
En Estados Unidos, siguió jugando al fútbol, y entró en el equipo de reservas del Chicago Fire, donde jugó durante un tiempo, antes de hacer parte del concurso Nike Challenge de la marca deportiva Nike.

### Nike Challenge
Tras entrar al concurso y tras unas semanas de entrenamientos, Johnatan quedó entre los finalistas, entre muchos jóvenes de los Estados Unidos. Así, el colombiano tuvo la chance de jugar con los demás finalistas de otras regiones en el mundo, y conoció a su compatriota Kevin David Salazar. El concurso le dio la chance de jugar contra equipos juveniles del Fútbol Club Barcelona, y del Stoke City, club donde estaría a prueba durante un tiempo.

### Dinamo de Zagreb
Gracias a sus buenos partidos con el equipo con los finalistas del concurso, el colombiano es recomendado y se va a jugar en el Dinamo de Zagreb, uno de los equipos grandes de Croacia, donde juega por una temporada con un de los equipos juveniles.

### Miami Dade F.C .
Tras una temporada jugando para el Dinamo de Zagreb, Johnatan Alessandro regresa a los Estados Unidos, y llega a jugar al Miami Dade, un equipo de la American Premier Soccer League. Allí, debutó como futbolista profesional, y con el paso del tiempo se gana un lugar en el once titular. En el primer trimestre del 2016, el colombiano es visto por un emisario, al cual le gustó su forma de jugar y le ofreció ir al fútbol de Islandia. Así, Lama deja al Miami Dade club con el que debutó como profesional, y con el que jugó un alrededor de un año y medio, y donde tuvo buenas actuaciones.

### Huginn 1913
En abril de 2016, a la edad de 22 años, Lama llegó a Islandia, para jugar en el Huginn Seydisfjördur 1913.

El 24 de septiembre jugando la mayoría de los partidos desciende con su equipo a la 2. deild karla de Islandia.

### Xaghra United
El 6 de noviembre de 2016 sería confirmado su cesión al Pembroke Athleta FC debido a que en Islandia la liga no empezaba sino hasta abril y el jugador necesitaba actividad. El 15 de noviembre se confirmó que no pudo ser registrado y firmaría con Xaghra United de la Primera División de Gozo.

## Clubes
| Club             | País           | Año         |
| Inferiores       | Inferiores     | Inferiores  |
| ---------------- | -------------- | ----------- |
| Churta Millos    | Colombia       | 2005 - 2008 |
| Chicago Fire     | Estados Unidos | 2011        |
| Dinamo de Zagreb | Croacia        | 2012 - 2013 |
| Profesional      |                |             |
| Miami Dade       | Estados Unidos | 2014 - 2015 |
| Huginn           | Islandia       | 2016        |

## Estadísticas
| Club                | Temporada           | Liga  | Liga  | Copa Nacional | Copa Nacional | Copa Internacional | Copa Internacional | Total | Total |
| Club                | Temporada           | Part. | Goles | Part.         | Goles         | Part.              | Goles              | Part. | Goles |
| ------------------- | ------------------- | ----- | ----- | ------------- | ------------- | ------------------ | ------------------ | ----- | ----- |
| Huginn FC Islandia  | 2016-l              | 1     | 0     | -             | -             | -                  | -                  | 1     | 0     |
| Huginn FC Islandia  | 2016-ll             | 16    | 0     | -             | -             | -                  | -                  | 16    | 0     |
| Huginn FC Islandia  | Total               | 17    | 0     | 0             | 0             | 0                  | 0                  | 17    | 0     |
| Total en su carrera | Total en su carrera | 17    | 0     | 0             | 0             | 0                  | 0                  | 17    | 0     |